# Music to Crash Your Car to: Vol. 2
Music to Crash Your Car to: Vol. 2 es una caja recopilatoria de la banda de glam metal Mötley Crüe que contiene una recopliación de canciones de los últimos trabajos de Mötley Crüe hasta esa fecha. Contiene el material de los álbumes Dr. Feelgood y Mötley Crüe, el EP Quaternary (actualmente fuera de impresión), y las compilaciones Decade of Decadence (actualmente fuera de impresión) y Supersonic and Demonic Relics. Al igual que el primer volumen como un bono adicional contiene un libro de historietas raras. Los álbumes Generation Swine, Greatest Hits, y New Tattoo no están incluidos.

## Lista de canciones
Disco 1
1. "T.N.T. (Terror 'N Tinseltown)"
2. "Dr. Feelgood"
3. "Slice of Your Pie"
4. "Rattlesnake Shake"
5. "Kickstart My Heart"
6. "Without You"
7. "Same Ol' Situation (S.O.S.)"
8. "Sticky Sweet"
9. "She Goes Down"
10. "Don't Go Away Mad (Just Go Away)"
11. "Time for Change"
12. "Dr. Feelgood" (Demo)
13. "Without You" (Demo)
14. "Kickstart My Heart" (Demo)
15. "Get it for Free"
16. "Time for Change" (Demo)

Disco 2
1. "Live Wire" (Kick Ass '91 Remix)
2. "Piece of Your Action" (Screamin' '91 Remix)
3. "Black Widow"
4. "Sinners and Saints"
5. "Knock 'Em Dead, Kid" (Demo)
6. "Mood Ring"
7. "Home Sweet Home '91"
8. "So Good, So Bad"
9. "Monsterous"
10. "Say Yeah"
11. "Kickstart My Heart" (Live)
12. "Dr. Feelgood" (Live)
13. "Teaser"
14. "Rock 'N' Roll Junkie"
15. "Primal Scream"
16. "Angela"
17. "Anarchy in the U.K."

Disco 3
1. "Power to the Music"
2. "Uncle Jack"
3. "Hooligan's Holiday"
4. "Misunderstood"
5. "Loveshine"
6. "Poison Apples"
7. "Hammered"
8. "Til Death Do Us Part"
9. "Welcome to the Numb"
10. "Smoke the Sky"
11. "Droppin Like Flies"
12. "Driftaway"
13. "Hypnotized"

Disco 4
1. "Planet Boom"
2. "Bittersuite"
3. "Father"
4. "Friends"
5. "Babykills"
6. "10,000 Miles Away"
7. "Hooligan's Holiday" (Versión Extendida por Skinny Puppy)
8. "Hammered"
9. "Livin' in the Know"
10. "Misunderstood" (Guitar Solo/Scream Version)
11. "Hooligan's Holiday" (Derelict Version)
12. "Misunderstood" (Successful Format Version)
13. "Hooligan's Holiday" (Brown Nose Edit)